# Stenocercus carrioni
Stenocercus carrioni — вид ігуаноподібних ящірок родини Tropiduridae. Ендемік Еквадору. Описаний у 2014 році.

## Поширення і екологія
Stenocercus arndti мешкають на західних схилах Еквадорських Анд в провінціях Ель-Оро і Лоха на півдні країни. Вони живуть в кронах вологих гірських тропічних лісів, на висоті від 1014 до 1900 м над рівнем моря. Ведуть деревний спосіб життя.

## Збереження
МСОП класифікує цей вид як такий, що перебуває під загрозою зникнення. Stenocercus carrioni загрожує знищення природного середовища.